# Diagongue
Diagongue est un village du Sénégal situé en Basse-Casamance. Il fait partie de la communauté rurale de Sindian, dans l'arrondissement de Sindian, le département de Bignona et la région de Ziguinchor.
Lors du dernier recensement (2002), la localité comptait 693 habitants et 97 ménages.